# اگر این دیوارها می‌توانستند صحبت کنند ۲
اگر این دیوارها می‌توانستند صحبت کنند ۲ (به انگلیسی: If These Walls Could Talk 2) یک فیلم تلویزیونی آمریکایی است.